# Błonie (Przemyśl)
Błonie – południowo-wschodnia dzielnica Przemyśla.
We wsi znajdowała się murowana filialna cerkiew pod wezwaniem Narodzenia NMP, zbudowana w 1873 roku w miejscu starszej cerkwi, zbudowanej przed rokiem 1830.
W 1840 roku na Błoniu mieszkało 1287 grekokatolików, w 1899 – 2015 grekokatolików.